# سيجارة

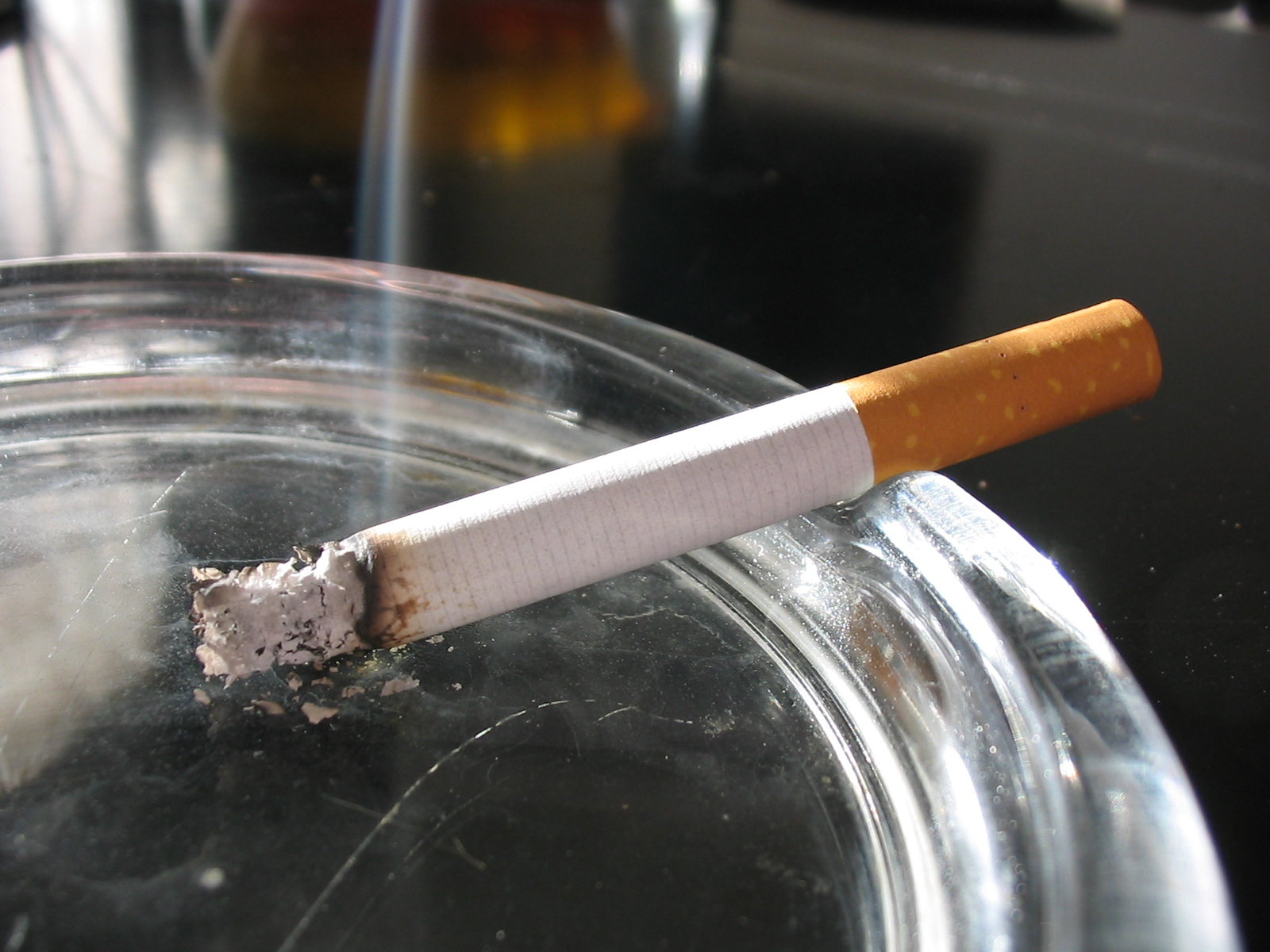
سيجارة

السيجارة أو الدُخينة أو لفافة التبغ هي أسطوانة صغيرة تحتوي على مادة قابلة للإحتراق (عادة التبغ) تلف في ورق رقيق للتدخين. تُشعل السيجارة من أحد طرفيها مما يؤدي إلى إحتراقها ثم يستنشق المدخن الدخان الناتج من الطرف الآخر عن طريق الفم. تدخين السجائر هو الطريقة الأكثر شيوعًا لاستهلاك التبغ. يشير مصطلح السجائر كما هو شائع الاستخدام إلى سيجارة التبغ، ولكن قد تستخدم الكلمة أحيانًا للإشارة إلى أنواع أخرى مثل سيجارة القنب أو سيجارة الأعشاب. تتميز السيجارة عن السيجار بحجمها الأصغر عادةً، وباستخدامها للأوراق المُصنَّعة والورق المُغلف الذي يكون عادةً أبيض اللون.
منذ عشرينيات القرن العشرين، أثبت العلماء والأطباء وجود علاقة بين التدخين وأمراض الجهاز التنفسي، حدد الباحثون الآثار الصحية السلبية الناتجة عن تدخين السجائر مثل السرطان، ومرض الانسداد الرئوي المزمن، وأمراض القلب، وغيرها من المشاكل الصحية المتعلقة بكل عضو من أعضاء الجسم تقريبًا. يتسبب النيكوتين وهي المادة ذات التأثير العصبي في التبغ بالإدمان، يموت حوالي نصف مدخني السجائر بسبب أمراض مرتبطة بالتبغ ويفقدون في المتوسط 14 عامًا من عمرهم. في كل عام يموت أكثر من 8 ملايين شخص في جميع أنحاء العالم بسبب تدخين سجائر التبغ؛ ويموت 1.2 مليون من غير المدخنين نتيجة التعرض للتدخين غير المباشر (التدخين السلبي). يتسبب دخان السجائر غير المباشر في العديد من المشكلات الصحية نفسها التي يسببها التدخين المباشر بما في ذلك السرطان، مما أدى إلى تبني تشريعات وسياسات تحظر التدخين في العديد من أماكن العمل والأماكن العامة.

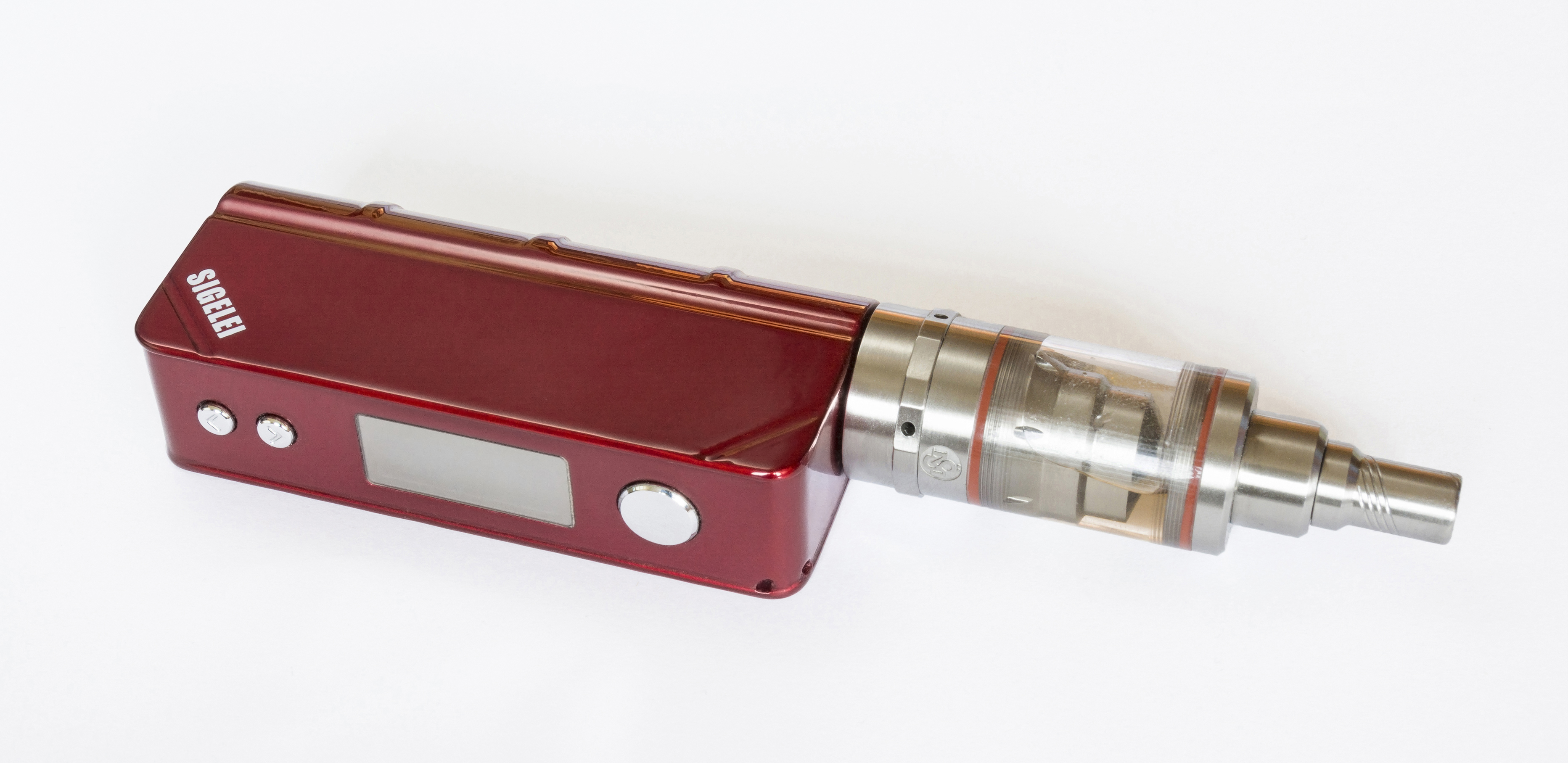
السيجارة الإلكترونية

يحتوي دخان السجائر على أكثر من 7000 مركب كيميائي بما في ذلك الزرنيخ والفورمالديهايد وسيانيد الهيدروجين والرصاص وأول أكسيد الكربون والأكرولين والمواد السامة الأخرى، أكثر من 70 مادة منها مسببة للسرطان. وعلى الرغم من أن معظم السجائر في الوقت الحاضر تزود بمرشحات لتصفية السموم، فإن هذا لا يجعل الدخان الذي يتم استنشاقه يحتوي على عدد أقل من المواد المسرطنة والمواد الكيميائية الضارة. ثبت أيضا أن تدخين النساء الحوامل للسجائر يسبب تشوهات خلقية للجنين، بما في ذلك إنخفاض الوزن عند الولادة وتشوهات الجنين والولادة المبكرة. عمومًا انخفضت معدلات التدخين في الدول المتقدمة، لكنها استمرت في الارتفاع في بعض الدول النامية.
وبسبب الآثار الصحية الضارة للتدخين، فإن العديد من البلدان لديها تشريعات صارمة بشأن تسويق وشراء التبغ. حظرت معظم الدول إعلانات السجائر تمامًا وفرضت رسومًا عليها من أجل ثني المدخنين عن الاستمرار في هذه العادة. كانت ألمانيا النازية هي الدولة الأولى التي أطلقت حملة واسعة النطاق لمكافحة التدخين، وعلى الرغم من نجاحها المحدود، إلا أنها أرست الأساس للعديد من البلدان الأخرى لتحذو حذوها.
في القرن الحادي والعشرين، اخترعت السيجارة الإلكترونية والتي يتم فيها تبخير المادة الموجودة بداخلها (عادةً محلول سائل يحتوي على النيكوتين) بواسطة عنصر تسخين يعمل بالبطارية بدلا من الحرق المباشر، وعلى الرغم من وجود مخاطر صحية كبيرة مرتبطة باستخدامها، فإن الشركات المصنعة كثيرًا ما تقدم مثل هذه السجائر كبدائل أكثر أمانًا للسجائر التقليدية. ونظرًا لأن السجائر الإلكترونية منتج جديد نسبيًا فليس لدى العلماء اليوم معلومات متعلقة بآثارها الصحية المحتملة على المدى الطويل.

## مكونات السيجارة
تحتوي السيجارة على التبغ الذي يحتوي على حوالي 500 مركب مختلف نسبتها حسب نوع السيجارة، منها القار والكربون المؤكسد، ومن أخطر المواد التي تحتوي عليها السيجارة هي النيكوتين والقطران وأول أكسيد الكربون.

### النيكوتين
وهي المادة الفعالة في السيجارة، تسرع التنفس ونبض القلب وترفع ضغط الدم، وتنشط مركز القيء فتسبب الغثيان عند المبتدئين، وتثبط مركز الشعور بالجوع فتقلل شهية المدخن للأكل، ويتراوح تأثيرها العصبي بين التنبيه الخفيف والتهدئة والشعور بالهبوط والانقباض وفقا للجرعة وحال المدخن. وكمية ضئيلة من مادة النيكوتين الخالصة مقدارها 40 - 60 مليجرام إذا تعاطاها الإنسان دفعة واحدة تعد قاتلة. والسيجارة الواحدة تحوي 1 مليجرام في المتوسط. وقد جاءت كلمة نيكوتين من السفير الفرنسي جون نيكوت الذي دافع عن السجائر وادعى بأنها مفيدة في علاج بعض الأمراض.

### أحادي أوكسيد الكربون
يتسبب في تعطيل وظيفة الهيموغلوبين ومنعه من نقل الأوكسجين إلى الدم. كما يشترك أول أكسيد الكربون مع النيكوتين في زيادة ترسب الدهون والكوليسترول في الشرايين وتجلط الدم.

### القطران
تترسب هذه المادة اللزجة في الحويصلات الهوائية فتعطل تبادل الغازات فيها، كما تحتوي على مواد شديدة الضرر وأهمها المواد الهيدروكربونية المحدثة للسرطان، وهي مواد عضوية مكونة من الكربون والهيدروجين وتحتوي على مادة بنزو(a)بيرين، أي فحم مهدرج، وليست فحماً مائياً.

## الأمراض التي تسببها السيجارة

### الأمراض السرطانية
تشمل سرطان الرئتين والفم والشفتين والحنجرة والمريء، والكليتين والمثانة والبنكرياس نتيجة امتصاص المواد القطرانية ووصولها إلى هذه الأعضاء مع تيار الدم.

### أمراض القلب والشرايين
وهي ناتجة عن تحالف كل من أول أكسيد الكربون والنيكوتين على عضلة القلب فيزيد النيكوتين من نبض القلب وحاجته إلى الأكسجين، بينما يعمل أول أكسيد الكربون على تقليل كمية الأكسجين التي تصل إلى القلب، كما يسببان ترسب المواد الدهنية والكوليستيرول في بطانة الأوعية الدموية مما يتسبب في تصلب الشرايين والذي يعد أحد الأسباب الرئيسة لارتفاع ضغط الدم والسكتات القلبية الناتجة عن تجلط الدم في الشرايين التاجية المغذية للقلب.

### المناعة وأمراض أخرى
تضعف السيجارة من مناعة الجسم وقدرته على مقاومة الجراثيم التي تغزو المسالك التنفسية، حيث تتلف مادة القطران أهداب الخلايا المبطنة لهذه المسالك فتقل قدرتها على تنقية الهواء الواصل للرئتين كما تسبب السيجارة قرحة المعدة والمريء.

## توزيع معدلات التدخين حسب الجنس
- أفريقيا - رجال 29% - نساء 4%
- الولايات المتحدة الأمريكية - رجال 35% - نساء 22%
- أوروبا - رجال 46% - نساء 26%
- شرق الأوسط - رجال 35% - نساء 4%
- جنوب شرق آسيا - رجال 44% - نساء 4%
- غرب المحيط الهادي - رجال 60% - نساء 8%[4]

## مكافحة الدول لظاهرة التدخين
تقوم الدول المتحضرة بعمل تشريعات تقلل من انتشار ظاهرة التدخين مثل قصر شراء السجائر على من هم أكبر من 18 عاماً أو منع التدخين في وسائل المواصلات والأماكن المغلقة وزيادة الغرامات المالية وزيادة إجراءات القبض على المدخنين ومطالبتهم بالغرامات.
ومؤخراً في مصر والأردن، والسعودية تم وضع صور لرئة مرضى السرطان على أغلفة علب السجائر على اختلاف أنواعها.
كما تابعت بعض الدول مؤشرات أرقام التدخين في بلدانها ووضعت مشاريع خاصة وخطط فعّاله بعضها صرّح بأن يكون عام 2030 هو العام الذي تنقرض فيه ظاهرة التدخين مثل حملة "Quit Now!" أو «اتركها الآن!» والتي هي عبارة عن سلسلة إعلانات تصدرها الحكومة الأسترالية عن طريق حملة التبغ الوطنية مستخدمة جميع وسائل الإعلام المتاحة مثل المذياع، التلفاز، الشابكة (الإنترنت) ومن خلال الملصقات الدعائية. في محاولة جادة لثني مشكلة أرقام المدخنين المتزايدة في بلدانها هذه بعض من سلسلة مرئياتها، وبالإمكان متابعة بعض مما تم إنتاجه على هذا.

## وصلات خارجية
- ارتفاع نيكوتين السجائر الأمريكية يصعب الإقلاع عن التدخين
- شامبانزي محبطة تدمن التدخين
- تضررالأطفال نتيجة التدخين السلبي